# 錦屏県
錦屏県（きんへい-けん）は中華人民共和国貴州省黔東南ミャオ族トン族自治州に位置する県。

## 行政区画
下部に7鎮、8郷を管轄する。
- 鎮
  - 三江鎮、茅坪鎮、敦寨鎮、啓蒙鎮、平秋鎮、銅鼓鎮、平略鎮
- 郷
  - 大同郷、新化郷、隆里郷、鍾霊郷、偶里郷、固本郷、河口郷、彦洞郷

## 交通

### 道路
- 高速道路
  - S15 松従高速道路